# NGC 1924
NGC 1924 is een balkspiraalstelsel in het sterrenbeeld Orion. Het hemelobject werd op 5 oktober 1785 ontdekt door de Duits-Britse astronoom William Herschel.

## Synoniemen
- MCG -1-14-11
- NPM1G -05.0244
- IRAS05255-0521
- PGC 17319